# Baltops

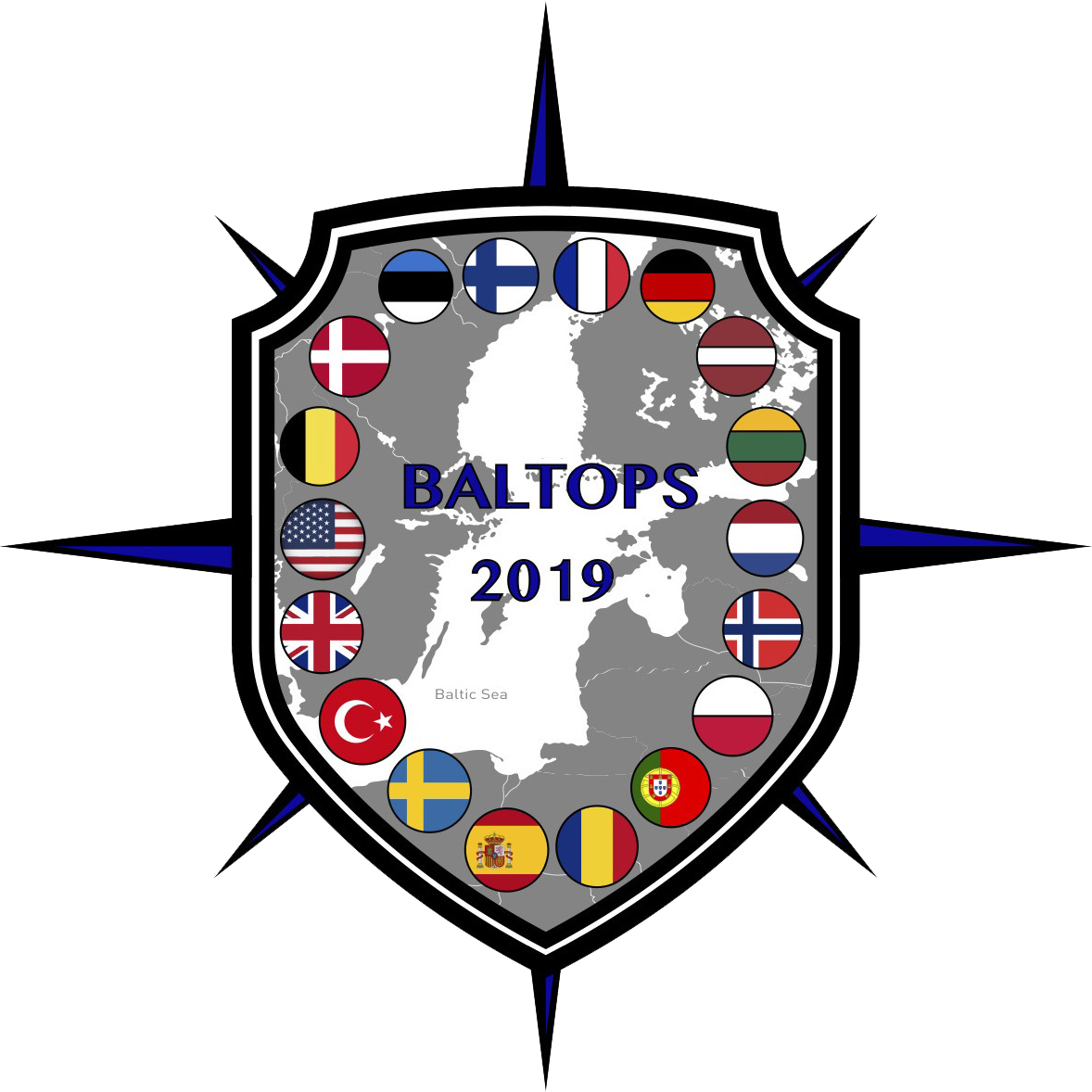
Emblem, 2019

Baltops (Baltic Operations) är en årligen återkommande Nato-marinövning i Östersjön. Den första Baltops genomfördes 1971 och Baltops 2022 är den 51:a. Ursprungligen var Baltops enbart en övning för NATO-medlemsländer, med sedan 1993 har också länder i Partnerskap för fred inbjudits att delta. Under ett antal år deltog också fartyg från Rysslands flotta regelbundet fram till 2012. 
Övningen leds av kommendören för United States Naval Forces Europe-Africa.
I en Baltopsövning deltar vanligen fartyg, stridsflygplan och soldater från upp till 16 länder, med omkring 40 fartyg.
Under det kalla kriget var syftet med Baltops att visa USA:s avsikt att försvara norra Europa och Nato-ländernas förmåga att verka offensivt på sovjetiskt territorium, om så ansågs behövligt. Under dessa år var kärnan av deltagande länder Storbritannien, Nederländerna, Danmark och Västtyskland. Efter det kalla kriget ändrades syfte med övningen och deltagarskaran successivt. 
Efter Rysslands annektering av Krim 2014 har Baltops utvecklats till en gemensam militärövning både till havs och i ökande utsträckning i kustområden, på stränder och i luften, och intresset från Sverige och Finland att delta har samtidigt ökat.

## Bildgalleri

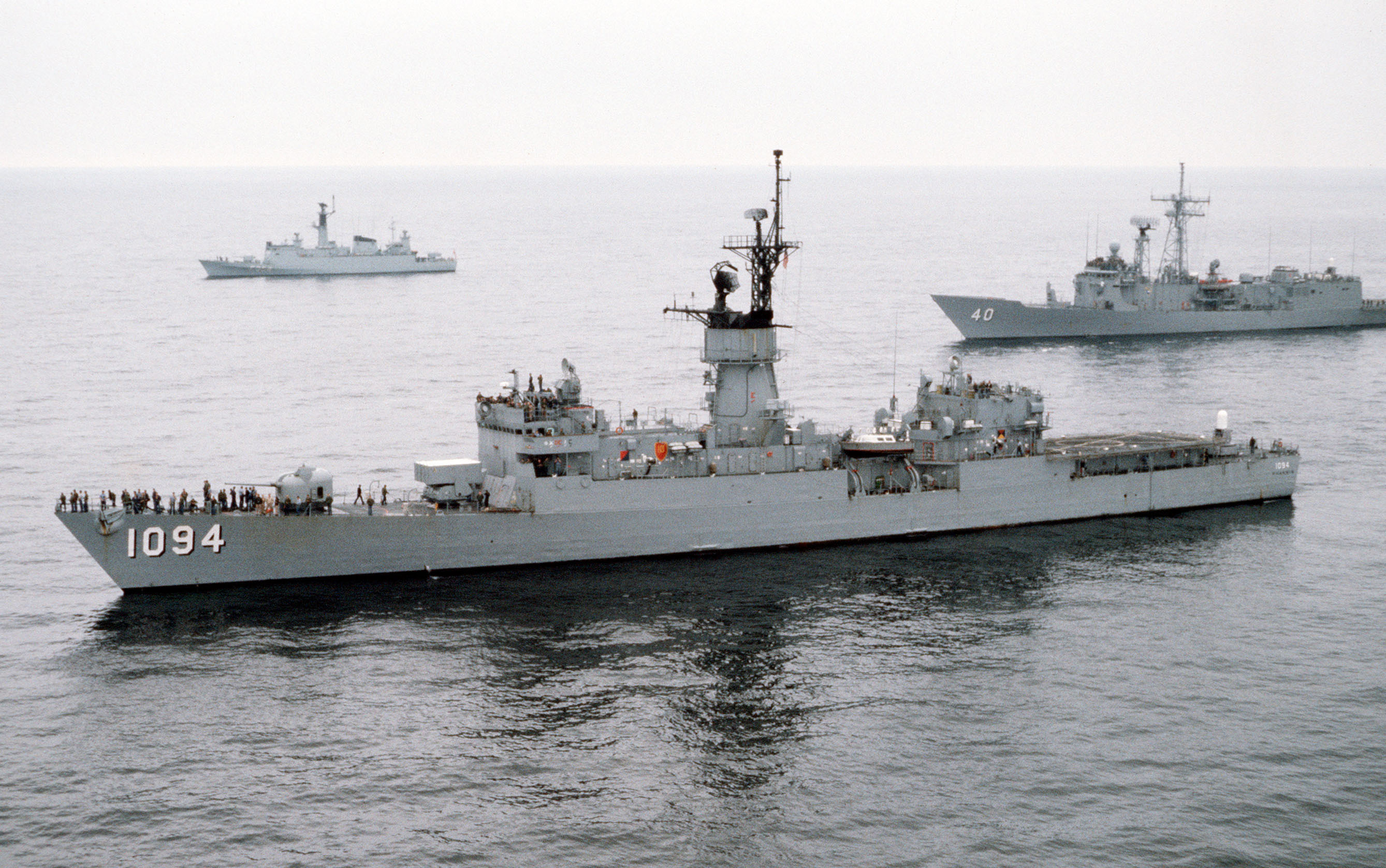
Frigatten USS Pharris och robotfrigatten USS Halyburton, Baltops 1985
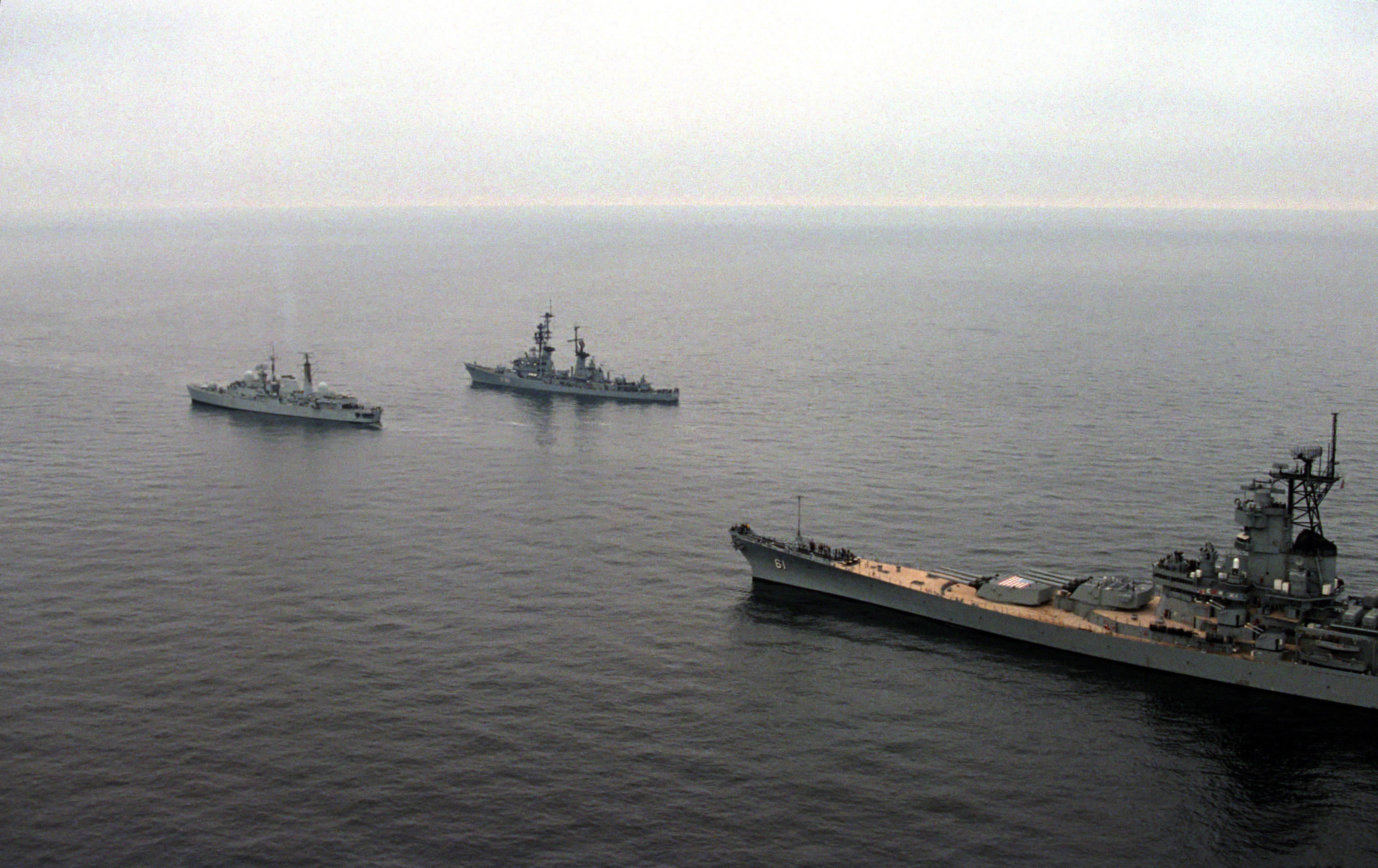
Amerikanska slagskeppet USS Iowa, brittiska jagaren HMS Liverpool (D 92) och västtyska jagaren Mölders, Baltops 1985
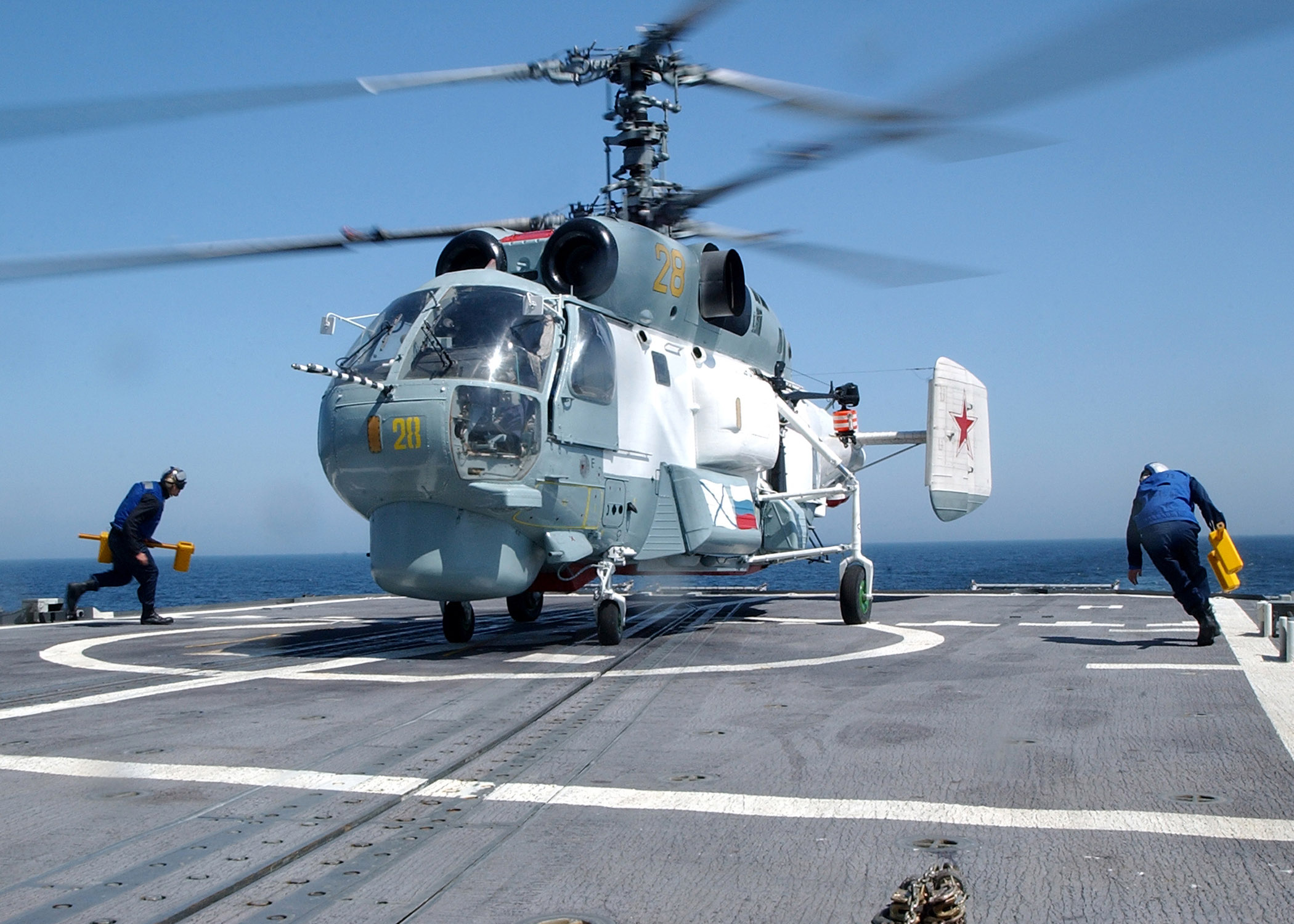
Rysk Kamov Ka-27 landar på amerikanska robotkryssaren USS Vella Gulf (CG 72), Baltops 2003
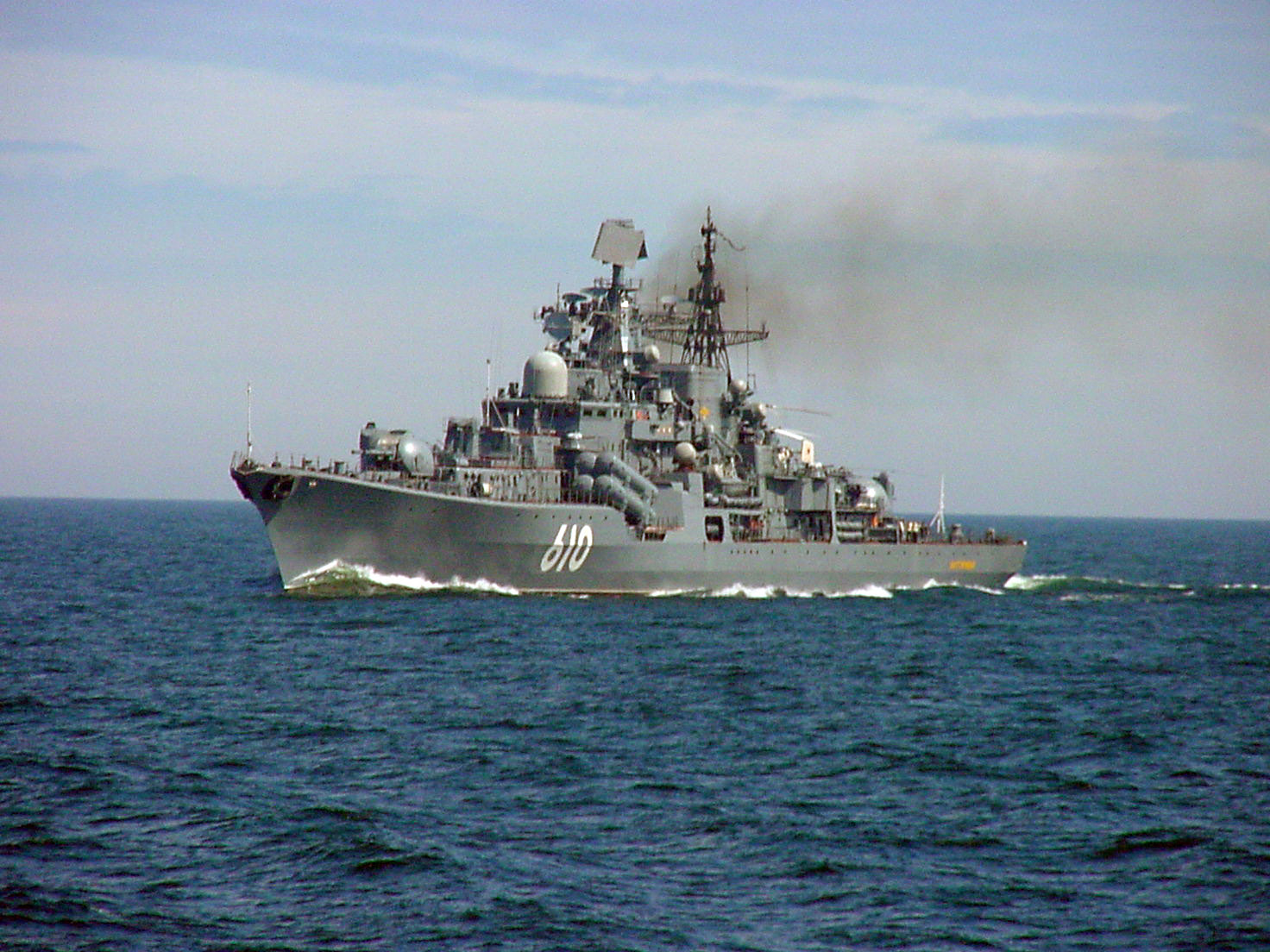
Ryska jagaren Nastojsjivij, Baltops 2005
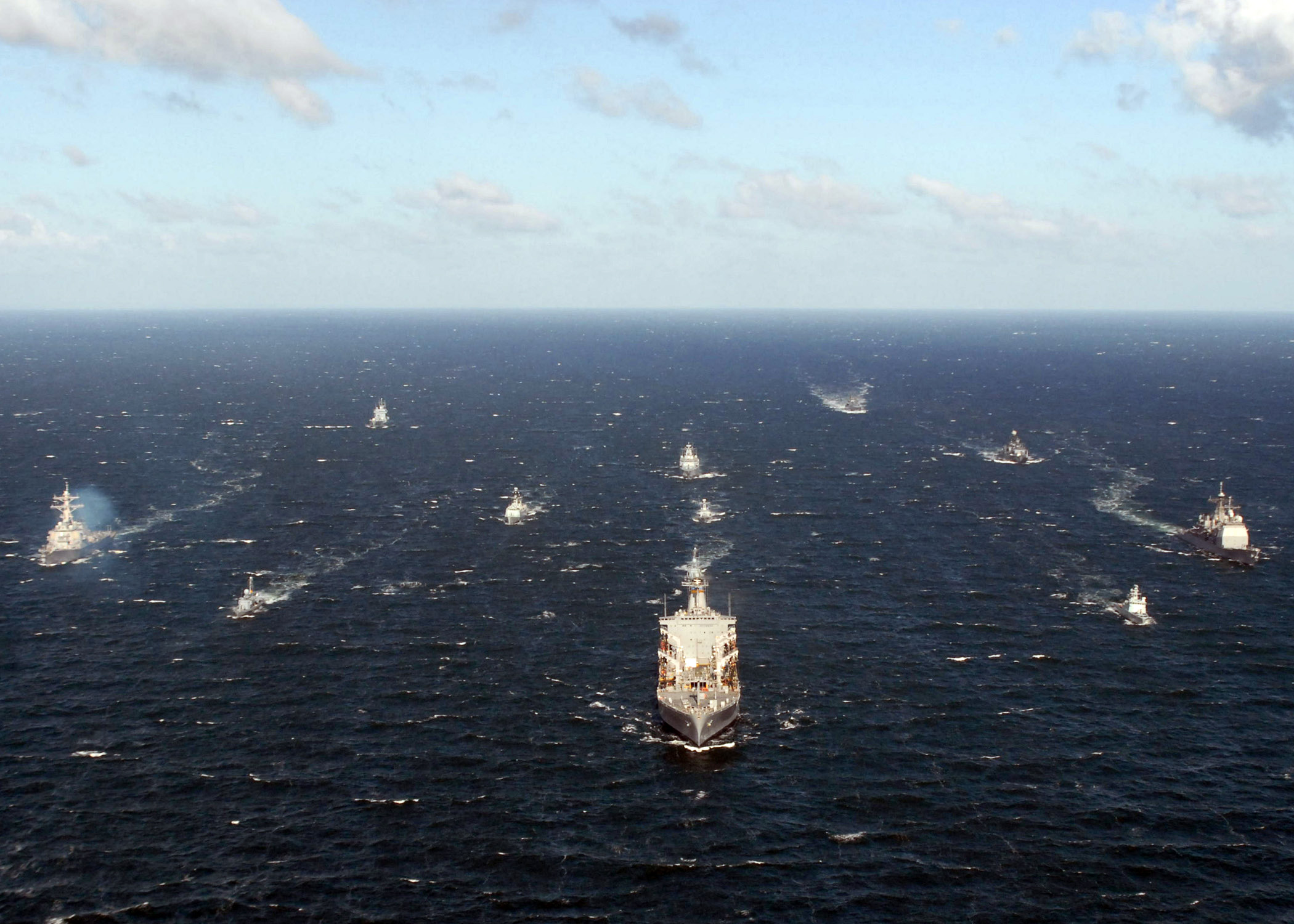
Eskadersegling, Baltops 2008
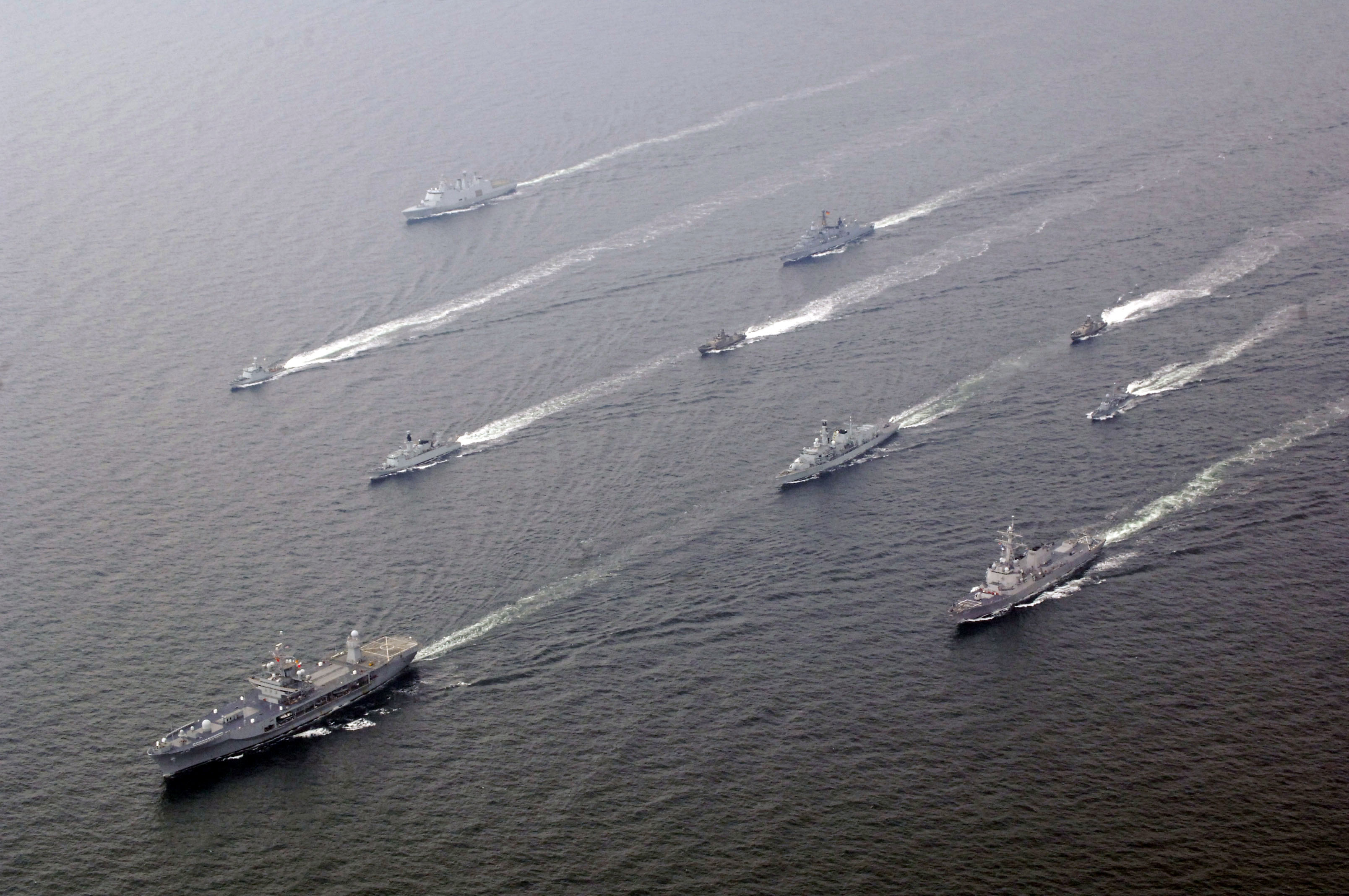
Multinationell eskader ledd av USS Mount Whitney, Baltops 2009
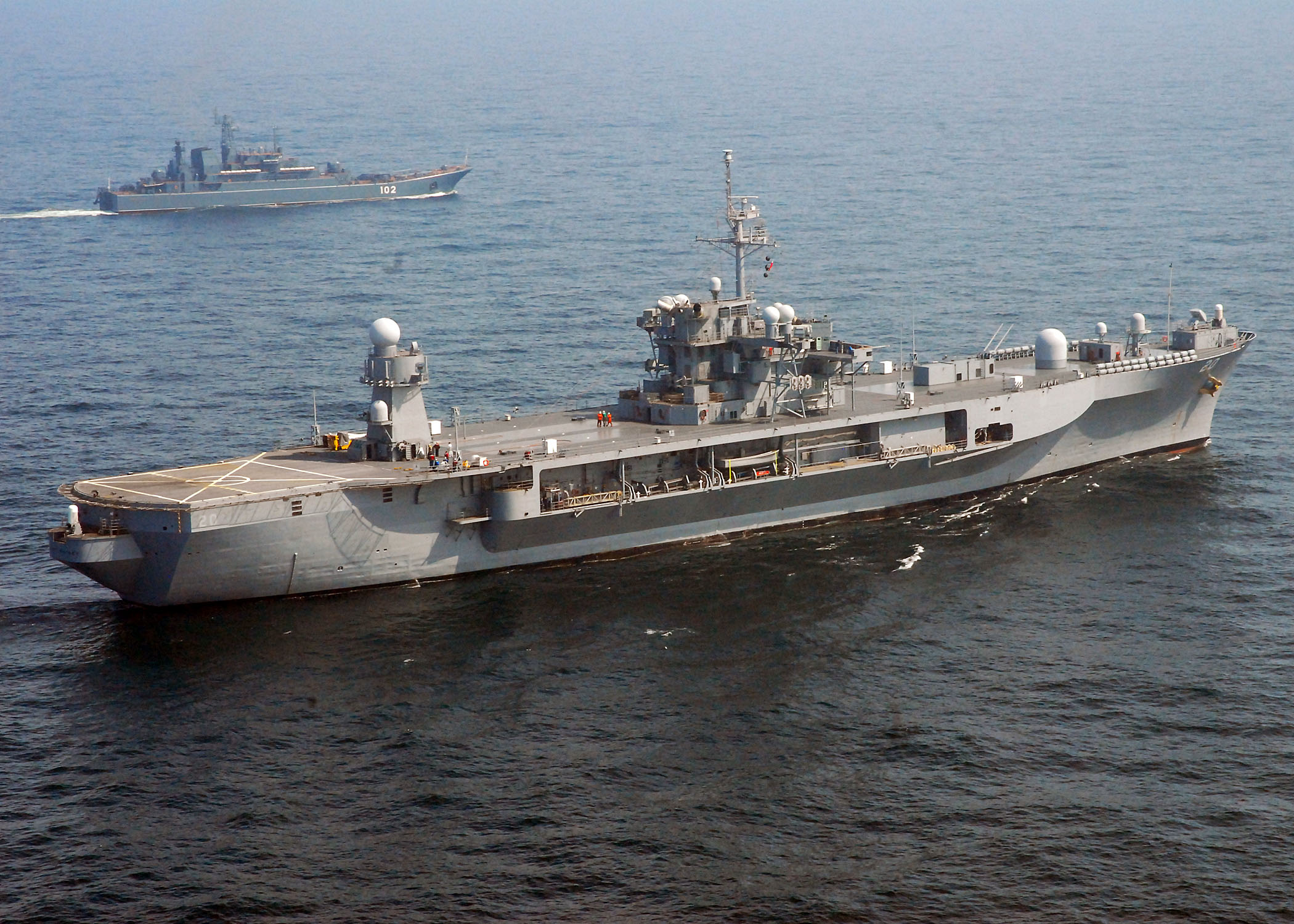
USS Mount Whitney och det ryska landstigningsfartyget Kaliningrad, Baltops 2010
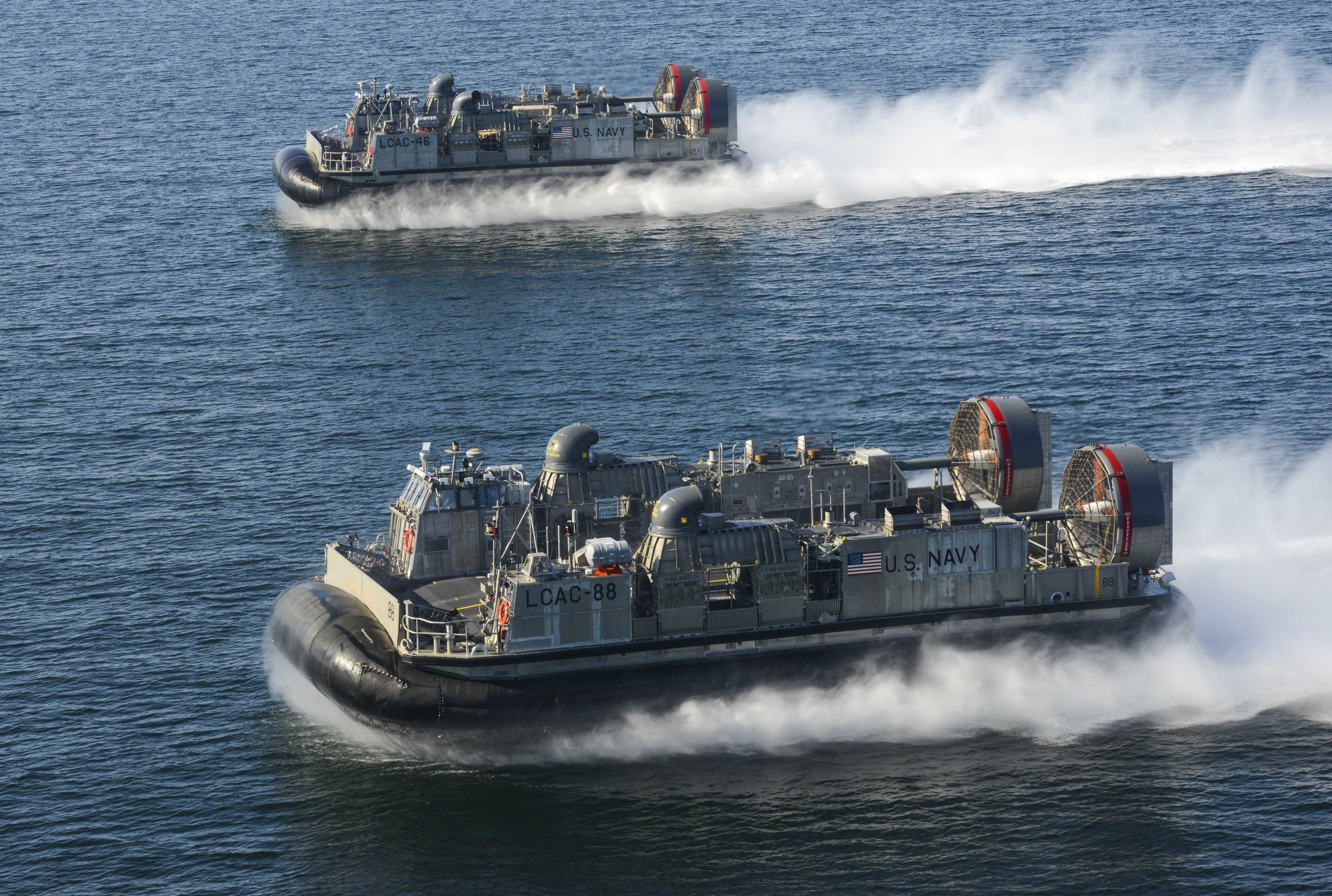
Amerikanska svävare, Baltops 2015
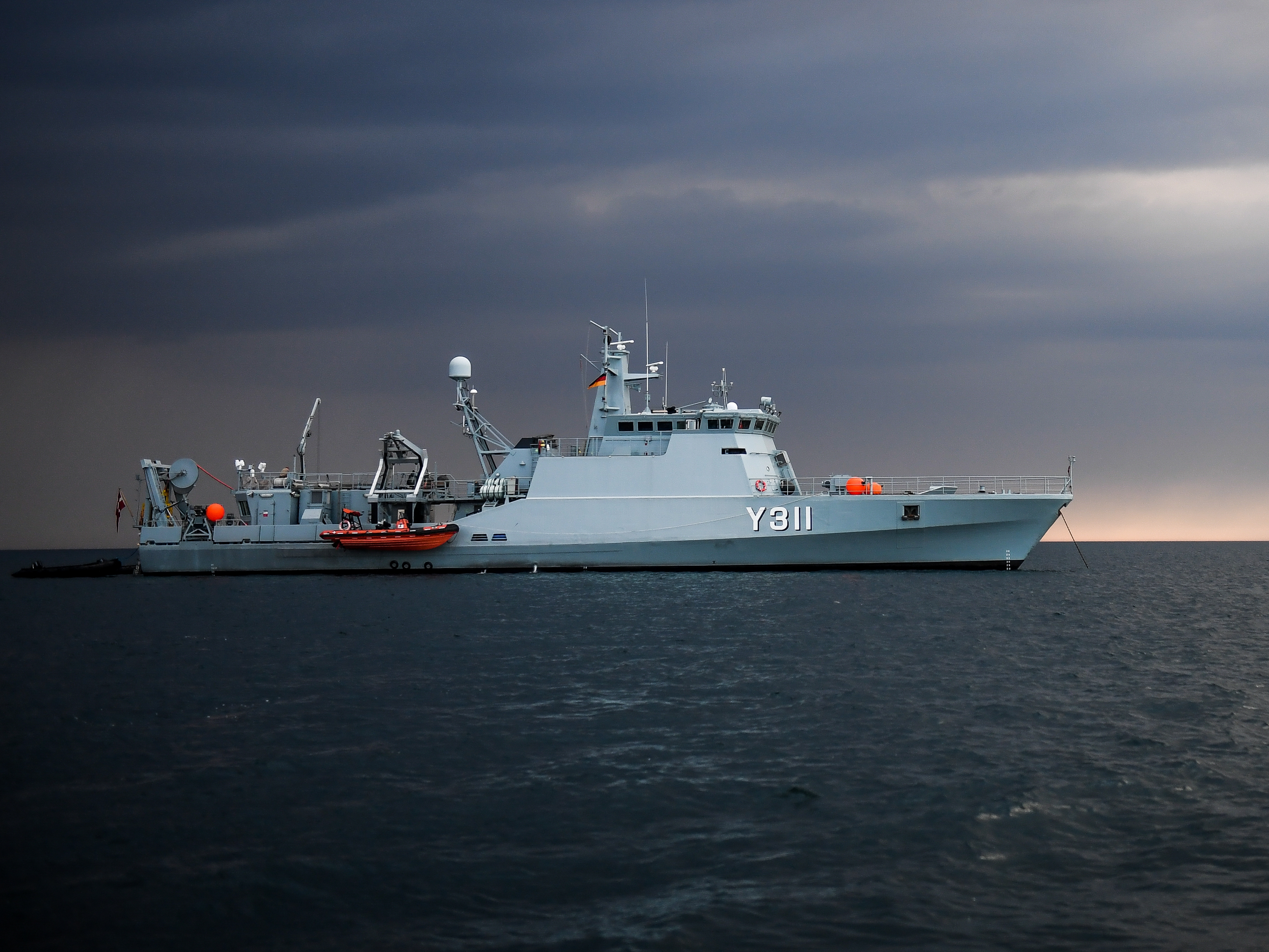
Danska dykfartyget Y 311 Søløven, Baltops 2019
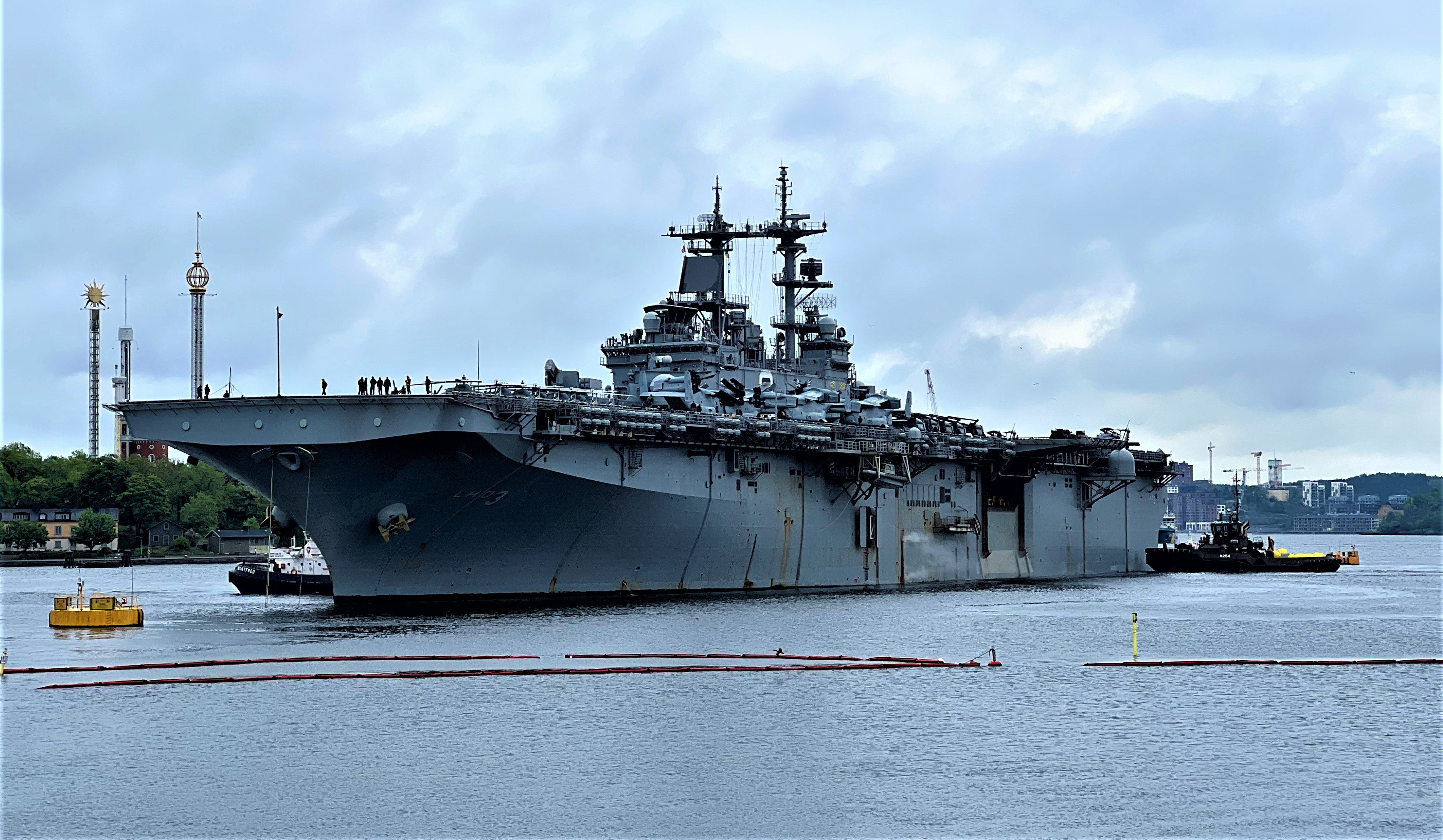
USS Kearsarge, amerikanskt amfibiestridsfartyg, Baltops 2022